# Mauritiodoria spinicosta
Mauritiodoria spinicosta là một loài ruồi trong họ Tachinidae.